# قطعنامه ۱۰۳۲ شورای امنیت
قطعنامه  ۱۰۳۲ شورای امنیت سازمان ملل متحد که در تاریخ ۱۹ دسامبر ۱۹۹۵ تصویب شد، سندی بین‌المللی دربارهٔ قبرس است. این قطعنامه طی نشست ۳۶۰۸ام با ۱۵ رای موافق، ۰ مخالف و ۰ ممتنع تصویب شد.